# でぃす×こみ
『でぃす×こみ』は、ゆうきまさみによる日本の漫画。兄の作品で新人賞大賞を間違って受賞してしまった女子高校生の主人公が、苦労してBL漫画を執筆してゆく模様を描く。単行本は全3巻。

## 概要
『月刊!スピリッツ』（小学館）に2013年6月号から2016年11月号まで不定期に連載された後、2017年8月号から同年12月号まで通常連載された。
『鉄腕バーディーEVOLUTION』連載中に「漫画の新人賞を受賞するが、その応募作品は自分が描いた作品ではない」というアイデアをひらめく。……が、ゆうきが連載中で多忙であることを理由に、編集にはそのネタは無視されることになった。月日は流れ、新連載のアイデアに悩んでいたゆうきに、過去の話を編集者が持ち出し、本作の連載の運びとなった。
ゆうきはインタビューで、その編集が「ゆうきにBLの素養はないなと思ったから本作を描かせた」と語っている。当初、主人公の兄が執筆し受賞する漫画は「通常の少女漫画」であったが、編集の意向で「BL漫画」となったという。

## あらすじ
ある日、少年漫画家を志している現役の女子高生・渡瀬かおるは、「奨楽社新人コミック大賞」を受賞することになる。しかし、かおるにはその受賞作、少女向けBL漫画「でぃす×こみ」を描いた覚えはなかった。
実は「でぃす×こみ」は、かおるの漫画の手伝いをしていた兄・渡瀬弦太郎が、就職活動の息抜きを兼ねて見様見真似で描いて、妹の名前をペンネームに無断で借りて、本名を書き忘れて応募した作品だったのだ。かおるはその事情を、担当編集の八反田に打ち明けようとするがタイミングを逸してしまい、少女漫画雑誌『フローラ』に読み切りの新作BL漫画を掲載して、女子校生BL漫画家としてデビューすることになってしまう。
しかし、少年漫画志向のかおるにBL漫画のストーリーは作れず、苦悩している妹に「漫画初心者であるはずの弦太郎」が的確なアドバイスでフォローした結果、どうにか「ファンタジーBL物」として描き上げ、雑誌掲載される。
その後も、学校でBL漫画家をしていることがバレて、クラスメイトの男子の母親からクレームがあったりと、プライベートでも作家としても四苦八苦しながら、かおるは様々なジャンルのBL漫画を描き続けていき、短編集のコミックスの発売も決定。若手ナンバーワンの人気作家として、「でぃす×こみ」の連載版の執筆も決定する。
奨楽社新人コミック大賞の挨拶を任され、舞い上がったかおるは、ついに「でぃす×こみ」が兄・弦太郎の作だということを口走ってしまう……。だが、1年さまざまな読み切りを描いてきたかおるは、特に問題にもならずに連載を続けて行くことになり、物語は幕を閉じる。

## 登場人物

### 主人公
渡瀬かおる（わたせ かおる）
主人公。高校に通っているが、学業のほうは芳しくない。兄が自分の名前で新人賞に送り、大賞を受賞してしまったことがきっかけとなり、BL漫画家としてデビューすることになってしまう。
少年漫画が好きで、小学生の頃から「わたせウネリ」というペンネームで投稿を繰り返しているが、入賞したことは一度もない。かおる自身の作品を見た編集者曰く「キメ顔ばかり力を入れて話が乱雑」。痛快なバトル物が好きだが、描くとなると必要ない説明などにこだわった挙句、自分で張った伏線を放り出してしまうという悪癖がある。
どんな漫画でも読めば面白いかどうかはわかるが、好きなジャンル以外は普段からチェックしておらず、自分が作品を載せている雑誌「フローラ」の連載作品も覚えていない。そのため、打ち合わせで八反田に提案した新作が「既に連載されている作品」と被ってしまうことも多い。自身が目指している憧れの作家は、少年漫画で活躍する女性作家として荒○弘を挙げている。
渡瀬弦太郎（わたせ げんたろう）
かおるの兄。物語の当初は就職活動中の大学生だったが面接の際に「残業したくない」「転勤したくない」と堂々と発言するのが祟ってか内定を取れず、セールスレディとして遅くまで働く母に代わり家事手伝いの身となる。昔からかおるの漫画描きを手伝わされていたが、大学卒業を前に初めて自分で描いてみた作品「でぃす×こみ」が大賞に選ばれてしまう。
漫画のアイデアは「降って来る」と称するように、理論立ててストーリーを作り始めるわけではない。その一方で、出来上がったストーリーは破綻することなく既定のページ数に収めることができ、他者への的確なアドバイスも行える。
「でぃす×こみ」も当初は普通の男女のラブストーリー物だったが、推敲を繰り返していくうちに、いつの間にやらBL（と判断される作品）になっていた。なお、本人にはそういう話を描いた自覚はなく、曰く「切なくも美しい話」を描きたかったとのこと。描きあがった際に「自分の本名で出すイメージではない」とかおるの名前で応募した。
対外的には、かおるの保護者兼マネージャー、資料撮影用のカメラマンとして編集との打ち合わせに同席することも多い。当初、フローラ編集部では妹にたかるニートのように受け取られていた。実は仕事が出来るタイプであり、フローラ編集部に潜り込んだ際には、編集者に的確にアドバイスをしていた。
自分がストーリーを作ると、それは「かおるの作品ではなくなる」とのことで、アドバイス以上のことは言わない。前述の通り、処女作で大賞を受賞するほどストーリー作りと作画が上手いが、「漫画界のような地獄の競争社会」を生きるのを嫌がり、漫画家になろうとはしない。漫画を描いてからはジャンルを問わずあらゆる作品を読み込んでいる。

### フローラ編集部
八反田（はったんだ）
『フローラ』のベテラン女性編集者。「BLなんて描けない!」と泣き言を言うかおるに、「『でぃす×こみ』を描いた実力があればできる」と（誤解したまま）尻を叩き続ける。
打ち合わせでは、弦太郎の方が熱心で話が合うことや「でぃすこみ」のネーム部分の字に違和感を感じつつも「まさか」という感情から疑惑に対して蓋をしていた。
飯坂（いいざか）
フローラの新人編集者。編集部内の企画を出す際に、弦太郎にアドバイスを受けたことで大幅に改善、編集長にも認められるようになったため、弦太郎を尊敬する。
出井編集長（いでい-へんしゅうちょう）
フローラの編集長。飯坂と編集長を除き、編集部は女所帯で、編集者間のみならず作家間の調整も滞りなく済ませる姿は、かおるに「美中年」を想起させる。
BLには疎い。犬好きで、かおるの作品の中では「飼い犬が人間化した話」が好みのようで、たびたび好みであることを表明しているが、八反田には連載や単行本の表題にするのは無理と釘を刺されている。

### 漫画家
及川ナナオ（おいかわ ナナオ）
ベテラン漫画家。宝塚歌劇団の男役を思わせる男装の麗人。かおるが勉強がてらにアシスタントを行う。アシスタントは全員女性で、及川からの寵愛を巡り仕事場が修羅場と化すが、作品は何事もなかったかのように掲載され、かおるは違う意味でプロの凄さを思い知らされる。
蘭丸しずか（らんまる しずか）
かおると同じ奨楽社新人コミック大賞で賞を受賞し、デビューした漫画家。「蚊取犬丸」名義でハードなBL同人誌も作っている。本名は「鈴木」。
BL属性を押し隠して受賞をものにしたものの、BLを全面に押し出して「でぃす×こみ」で大賞を受賞したかおるを敵視していたが、自分と同じく本来描きたいものとは違う作品を作っている点でかおるは共感し、打ち解ける。
コンビニのバイト中、および自室では牛乳瓶の底のような眼鏡をかけたショートカットであるが、人前に出る際にはウイッグとコンタクト、メイクを決めた姿で行動する。
日頃からバイトと漫画のネタだし・作画作業に追われていることもあってか、家事に長けた弦太郎に魅力を感じている。

### その他
岡部、高村（おかべ、たかむら）
かおるのクラスメイトの男子。かおるの作品のファンとなる。
宇田垣（うたがき）
弦太郎の高校時の後輩。長身でベリーショートの髪型で爽やかな美男子を思わせる容姿だが、れっきとした女性で弦太郎いわく「中々の腐女子」。かおるが描かされる作品についてのアドバイスも行う。

## カラー担当漫画家
本作では作中で執筆されるBL漫画は各話の冒頭3ページに掲載されているが、通常のゆうきの漫画とはテイストを変えたいという意向から、ゆうきが線画を描き、他の漫画家に着色してもらう形式となっている。キャラクターはゆうきがペンで執筆し、背景と仕上げはデジタル原稿となっている。着色する漫画家にはデジタルデータを送付しており、デジタルで着色するか、プリントした原稿にアナログで着色するかは、それぞれである。
1. 灰原薬
2. 黒丸
3. 室井大資
4. のりつけ雅春
5. オノ・ナツメ
6. 東村アキコ
7. おかざき真里
8. 雲田はるこ
9. 種村有菜
10. 眉月じゅん
11. 伊藤悠
12. 米代恭
13. 五十嵐大介
14. うめ
15. いくえみ綾